# Jean Le Bret
Jean Le Bret (Paris, 26 de outubro de 1872 — 23 de dezembro de 1947) foi um velejador francês, medalhista olímpico. Ele competiu nas provas de classe ½ – 1 Ton realizadas nos Jogos Olímpicos de Verão de 1900, conquistou a medalha de prata na primeira corrida e a medalha de bronze na segunda corrida disputada a bordo do Crabe-II ao lado de Félix Marcotte, Jules Valton, Jacques Baudrier e William Martin.
Ele também foi engenheiro civil de minas, tendo exercido o cargo de diretor de inúmeras companhias de construção. Foi assistente de Henri-Félix de Lamothe na inauguração da Ferrovia do Congo Belga.